# Kazbek
De Kazbek (Georgisch: მყინვარწვერი; Mkinvari, Ossetisch: Урсхох; Oerschoch, Russisch: Казбек; Kazbek) is een van de hoogste en gezichtsbepalende bergen van de Kaukasus, gelegen op de grens van Georgië en Rusland. De top ligt op 5047 meter boven zeeniveau. Georgiërs noemen de berg Mkinvari wat gletsjer of ijsberg betekent.

## Geografie

### Locatie
De berg is gesitueerd in het huidige Georgië en domineert de bergstad Stepantsminda, nabij de grens met de autonome Russische republiek Noord-Ossetië. Het is de op twee na hoogste bergtop van Georgië, na de Sjchara en de Dzjanga, en de op zes na hoogste bergtop van de Kaukasus. In het oosten ligt aan de voet van de Kazbek de Georgische Militaire Weg die bij de Russische grens door de Darjalkloof loopt.

### Geologie
Het gebied is tektonisch erg actief met regelmatig meerdere kleinere aardbevingen.
De Kazbek zelf is een slapende stratovulkaan, opgebouwd uit trachiet en bedekt met lava. De vulkaan heeft de vorm van een dubbele kegel, waarvan de basis op een hoogte van 1770 meter ligt. De Kazbek is de hoogste van de vulkaangroep van Kazbegi, die ook de Chabardzjina omvat.
De vulkaan is voor het laatst uitgebarsten omstreeks 750 v.Chr.

### Gletsjers
Omdat de hellingen van de Kazbek erg steil zijn, zijn de gletsjers niet erg groot. De totale grootte van de gletsjers is 135 km². De bekendste gletsjer is de Dyevdorak, die uitkomt in een kloof met dezelfde naam aan de noordoosthelling van de berg op een hoogte van 2295 m.

## Geschiedenis
De top van de Kazbek werd voor het eerst beklommen in 1868 door D.W. Freshfield, A.W. Moore en C. Tucker, met de hulp van een Zwitserse berggids.